# Alcolea
Alcolea é um município da Espanha na província de Almería, comunidade autónoma da Andaluzia, de área 67 km² com população de 908 habitantes (2009) e densidade populacional de 13,55 hab/km².

## Demografia
| Variação demográfica do município entre 1996 e 2008 | Variação demográfica do município entre 1996 e 2008 | Variação demográfica do município entre 1996 e 2008 | Variação demográfica do município entre 1996 e 2008 |
| --------------------------------------------------- | --------------------------------------------------- | --------------------------------------------------- | --------------------------------------------------- |
| 1996                                                | 2001                                                | 2004                                                | 2008                                                |
| 858                                                 | 906                                                 | 1 009                                               | 927                                                 |